# مسجد غانا الوطني
مسجد غانا الوطني هو مسجد يقع في غانا  وهو ثاني أكبر مسجد في غرب أفريقيا.تم افتتاح المسجد من قبل الرئيس الغاني نانا أكوفو أدو في 16 يوليو 2021.